# Rio de Janeiro (Bairro Pite)
Rio de Janeiro ist eine osttimoresische Aldeia im Sucos Bairro Pite (Verwaltungsamt Dom Aleixo, Gemeinde Dili). 2015 lebten in Rio de Janeiro 525 Menschen.

## Lage und Einrichtungen
Rio de Janeiro liegt im Nordosten des Sucos Bairro Pite und ist Teil des Stadtviertels Perumnas. Nördlich, jenseits der Avenida Dom Ricardo da Silva, liegt die Aldeia Transporte Air Timor, westlich, jenseits der Rua do Bairre Pite, die Aldeia Frecat und südlich die Aldeias Avança, Tane Timor und Ribeira Maloa. Im Osten grenzt Rio de Janeiro an den Suco Vila Verde. Die Grenze bildet der Fluss Maloa.
In Rio de Janeiro befindet sich die Grundschule Bairro Pite, Bildungseinrichtung Narom und die Moschee Bairopite sowie der osttimoresischer Sitz von CARE International.